# Diócesis de Bayona
La diócesis de Bayona (en latín: Dioecesis Baionensis y en francés: Diocèse de Bayonne) es una circunscripción eclesiástica de la Iglesia católica en Francia. Se trata de una diócesis latina, sufragánea de la arquidiócesis de Burdeos. Desde el 15 de octubre de 2008 su obispo es Marc Aillet, quien además lleva los títulos de obispo de Lescar y de obispo de Olorón (en latín: Lascurrensis et Oloronensis).

## Territorio y organización

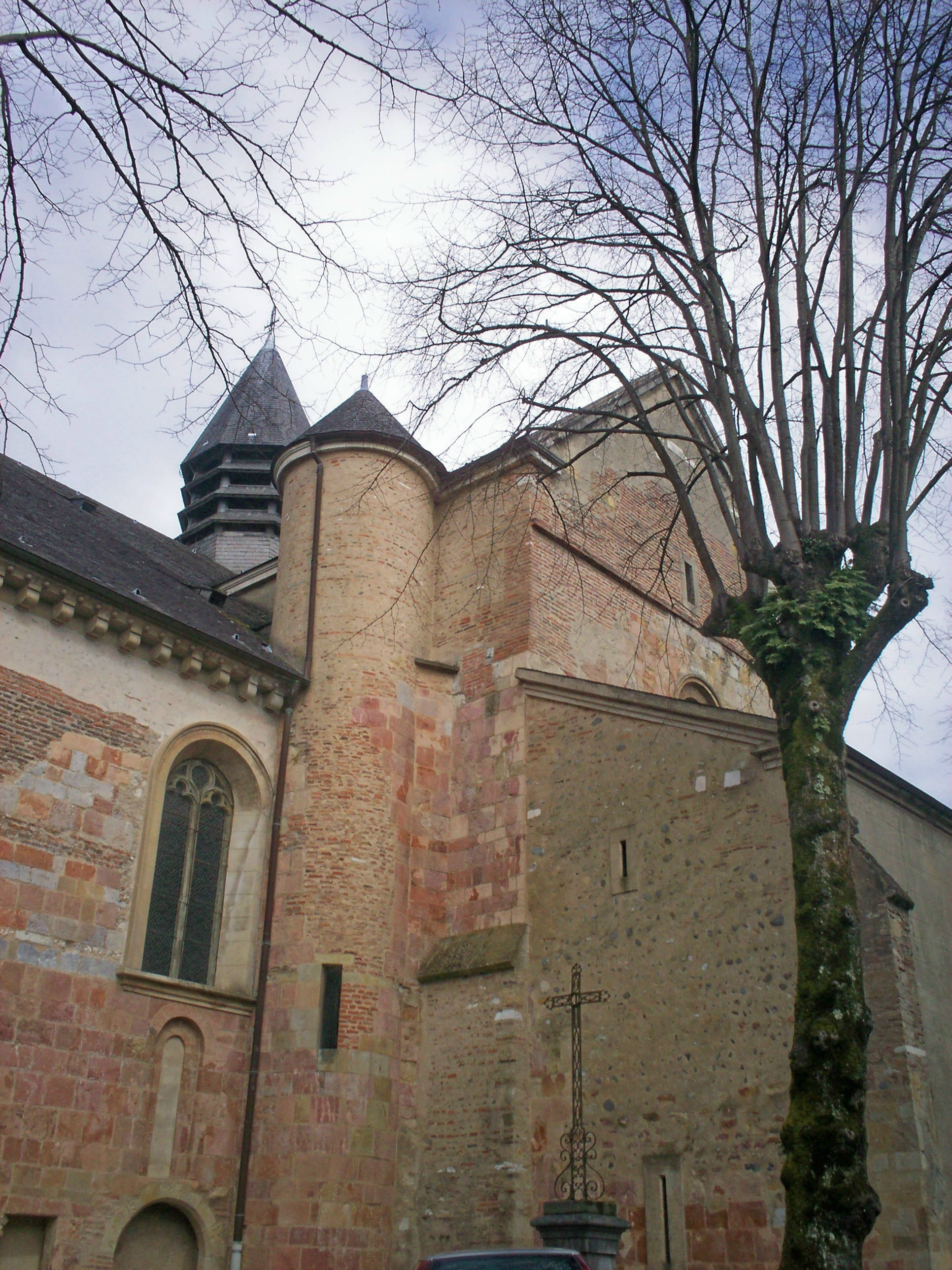
Excatedral de Nuestra Señora de la Asunción, en Lescar

La diócesis tiene 7712 km² y extiende su jurisdicción sobre los fieles católicos de rito latino residentes en el departamento de Pirineos Atlánticos en la región de Nueva Aquitania.

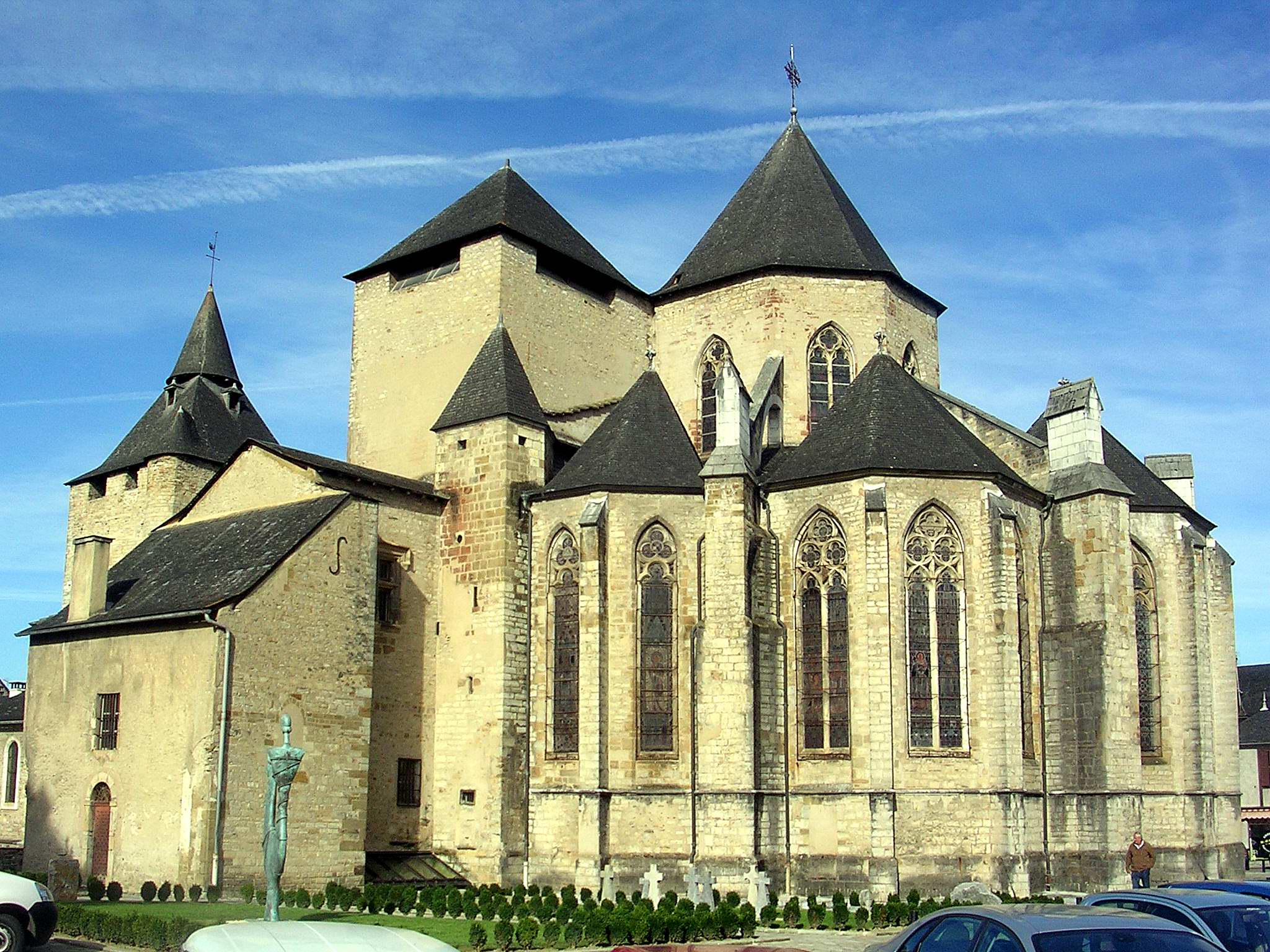
Excatedral de Santa María, en Oloron-Sainte-Marie

La sede de la diócesis se encuentra en la ciudad de Bayona, en donde se halla la Catedral de Santa María. En Lescar se encuentra la excatedral de Nuestra Señora de la Asunción y en Oloron-Sainte-Marie la excatedral de Santa María.

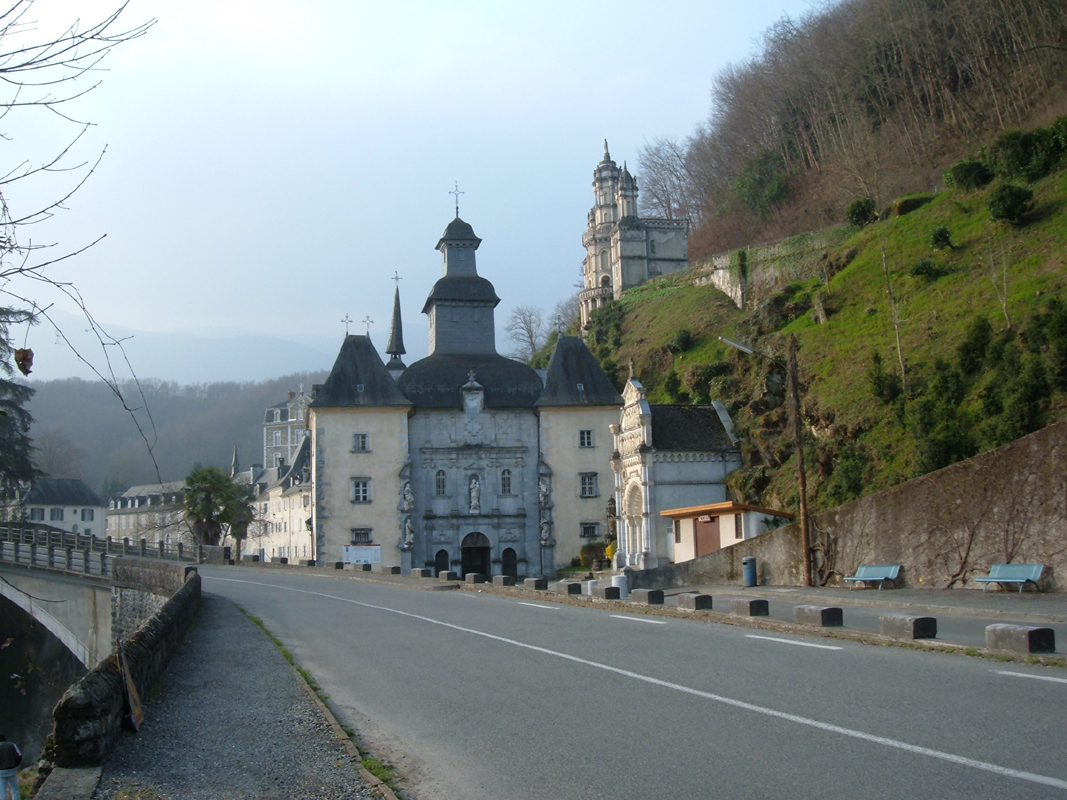
Santuario de Nuestra Señora de Betharram

En 2022 en la diócesis existían 70 parroquias agrupadas en 5 zonas pastorales: zona vasca costera, zona vasca interna, zona del Béarn meridional y occidental, zona del Béarn septentrional y oriental, zona de Pau.

## Historia
Los orígenes de la diócesis de Bayona son inciertos, sobre los cuales los historiadores han apoyado al menos seis teorías diferentes. Las hipótesis más sustentadas son las siguientes:
- según la tradición, el primer obispo y fundador de la diócesis fue san León, que vivió a finales del siglo IX, y sufrió el martirio en Bayona hacia el año 890;[nota 2]
- la diócesis habría surgido hacia 1030, coincidiendo con la fundación del vizcondado de Labort por Sancho de Navarra, y el primer obispo sería seguramente Raimundo el Mayor; prueba de ello es el hecho de que la parte española de la diócesis todavía dependía de Pamplona en 1027 y por tanto la diócesis habría surgido después de esta fecha;[1]
- la diócesis habría surgido con motivo de la fundación por Carlomagno del Ducado de Aquitania en 778;[2]

La diócesis se remonta al siglo V o al siglo VI, tras la derrota de los visigodos por los francos, que empujaron su reino más allá de los Pirineos y fundaron varias diócesis, entre ellas la de Lapurdum, la actual Bayona, que se menciona como civitas en un documento de finales del siglo VI. Como todas las civitates de época romana, se concluye que Bayona también debió ser sede episcopal.
Todas las hipótesis coinciden en establecer que el territorio de la diócesis de Bayona derivaba del de Dax. Excluyendo algunos obispos espurios o apócrifos, los primeros documentados históricamente son los llamados obispos de Vasconia o Gascuña.
De hecho, algunos estudiosos del siglo XIX plantearon la hipótesis de que entre los siglos X y XI, coincidiendo con el nacimiento del Ducado de Vasconia (o Gascuña), las diócesis de la parte occidental de Novempopulania (Lescar, Bayona, Oloron, Aire y Dax) habían constituido una sola gran diócesis, con el nombre de diócesis de Vasconia con probable sede en Bazas. Hay tres obispos conocidos que las fuentes llaman episcopi Vasconiae seu Vasconensis: Gombaldo, Arsio Raca y Raimundo el Viejo. El Concilio de Toulouse de 1058 puso fin a esta situación irregular, restableciendo todas las antiguas sedes episcopales, a menudo vacantes durante mucho tiempo. De ellos, sólo Raimundo el Viejo, además del de Vasconia, tenía también el título de obispo de Bayona. Tuvo que abandonar las diócesis que administraba; en Bayona fue sustituido por el homónimo Raimundo el Joven, a quien el papa Nicolás II confió la tarea de reorganizar la diócesis.
Desde el punto de vista geopolítico, hasta el siglo XV la diócesis estuvo compuesta por dos regiones: Labort bajo dominio inglés, y la Baja Navarra que dependía del Reino de Navarra. Fue sufragánea de la arquidiócesis de Auch y durante la Edad Media estuvo situada en el trazado del Camino de Santiago.
En la época del Cisma de Occidente, la diócesis estaba dividida en dos partes: Labort, bajo dominio inglés, se puso del lado del papa de Roma, mientras que la Baja Navarra, como el resto del reino, apoyaba a los papas de Aviñón. En este contexto, San Juan Pie de Puerto se convirtió con su capítulo en la sede del obispo de obediencia a Aviñón.
Después de 1562 comenzó la violencia tras la Reforma protestante, que también se extendió a la región de la Baja Navarra y Bearne, ambas partes integrantes del Reino de Navarra. En 1570 la reina Juana de Albret decretó la supresión del catolicismo, la prohibición del ejercicio del culto católico y la confiscación de los bienes de la Iglesia. Pidió a algunos sacerdotes que habían cambiado a la nueva religión que tradujeran la Biblia al euskera. El culto católico no se restableció hasta finales del siglo después del Edicto de Fontainebleau.
Una consecuencia de la expansión del protestantismo en la diócesis de Bayona fue la modificación de sus fronteras. De hecho, hasta 1566 la diócesis incluía una porción del territorio español: los cuatro arciprestazgos de Bastan, Lerin, Cinco Villas en Navarra y Fuenterrabía en el País Vasco, legado de las conquistas de Carlomagno más allá de los Pirineos. Durante el período de las guerras de religión, estos territorios fueron cedidos a la diócesis de Pamplona, para que no fueran contagiados por la herejía luterana.
La diócesis fue uno de los principales centros franceses simpatizantes del jansenismo que tuvo una gran influencia, especialmente en el siglo XVIII. Basta decir que durante un cierto período el propio Cornelio Jansenio vivió en Bayona y tuvo entre sus principales alumnos a Jean Duvergier de Hauranne, canónigo de la catedral.
Los seminarios de la región se establecieron con cierto retraso con respecto al Concilio de Trento: el de Bayona, creado en los años 1720 por el obispo André de Drulliet, de simpatías jansenistas que apeló contra la bula Unigenitus del papa Clemente XI, tuvo problemas por la doctrina jansenista. En 1728 el nuevo obispo Pierre-Guillaume de La Vieuxville prohibió a los seminaristas asistir al seminario dirigido por los padres doctrinarios; posteriormente se reanudaron los estudios, pero en 1774 los estudiantes fueron retirados nuevamente. Fue reabierto en 1806. Para combatir el jansenismo, en el siglo XVIII se abrió otro seminario en Larressore.
Tras el Concordato, con la bula Qui Christi Domini del papa Pío VII del 29 de noviembre de 1801, la diócesis se amplió, incorporando partes de las diócesis de Saint-Bernard de Comminges, Lescar, Lombez, Olorón, Tarbes, Aire y Dax, que fueron todas suprimidas. Comprendía los tres departamentos de Pirineos Atlánticos, Altos Pirineos y Landas.
El 6 de octubre de 1822 se restablecieron las diócesis de Aire y Tarbes mediante la bula Paternae charitatis del papa Pío VII, obteniendo el territorio de la diócesis de Bayona. El territorio de la actual diócesis incluye todo el territorio de las antiguas diócesis de Bayona y Olorón, casi todo el de la sede de Lescar (a excepción de 10 parroquias), un tercio de la antigua diócesis de Dax y una veintena de parroquias de las antiguas diócesis de Aire y Tarbes.
Tras la oleada revolucionaria, la principal tarea de los obispos en el siglo XIX fue la formación de los sacerdotes. Se debe sobre todo a Loison y d'Astros que se reabrieran el seminario mayor de Bayona y los menores de Larressore y Olorón; y haber abierto otro seminario mayor en el monasterio de Betharram. En segundo lugar, los obispos trabajaron por la reevangelización de la población, especialmente en el campo; en este contexto se fundaron dos congregaciones diocesanas para las misiones populares, las misioneras de Hasparren y la Congregación del Sagrado Corazón de Jesús de Betharram.
A finales del siglo XIX el ralliement a la República esperado por el cardenal Lavigerie e impuesto por el papa León XIII no encontró de acuerdo a los sacerdotes vascos de la diócesis, lo que puso en dificultades al obispo François-Antoine Jauffret, también frente a la Santa Sede.
La política anticlerical francesa después de 1905 impidió al obispo Gieure tomar posesión del palacio episcopal y requisó los seminarios y los bienes de la Iglesia. A partir de 1914 se construyó un nuevo seminario que se inauguró en 1919. Algunos rectores fueron despedidos porque pretendían enseñar doctrinas modernistas.
El 22 de junio de 1909 los obispos de Bayona obtuvieron la facultad de añadir a sus títulos los de Lescar y Olorón.
Durante la Segunda Guerra Mundial el obispo Edmund Vansteenberghe condenó el racismo y el nacionalismo y protestó contra las redadas contra los judíos. A pesar de ser un partidario moderado de Philippe Pétain, pronunció una homilía a favor de la resistencia en 1943.
El 8 de diciembre de 2002, con la reorganización de los distritos diocesanos franceses, pasó a formar parte de la provincia eclesiástica de la arquidiócesis de Burdeos.

## Estadísticas
Según el Anuario Pontificio 2023 la diócesis tenía a fines de 2022 un total de 597 000 fieles bautizados.
| Año                                                                             | Población            | Población | Población      | Sacerdotes | Sacerdotes    | Sacerdotes    | Bautizados por sacerdote | Diáconos permanentes | Religiosos | Religiosos | Parroquias |
| Año                                                                             | Bautizados católicos | Total     | % de católicos | Total      | Clero secular | Clero regular | Bautizados por sacerdote | Diáconos permanentes | Varones    | Mujeres    | Parroquias |
| ------------------------------------------------------------------------------- | -------------------- | --------- | -------------- | ---------- | ------------- | ------------- | ------------------------ | -------------------- | ---------- | ---------- | ---------- |
| 1950                                                                            | 407 338              | 415 797   | 98.0           | 1019       | 853           | 166           | 399                      |                      | 308        | 1983       | 512        |
| 1959                                                                            | 416 060              | 420 019   | 99.1           | 1046       | 855           | 191           | 397                      |                      | 338        | 1900       | 520        |
| 1970                                                                            | 501 274              | 508 734   | 98.5           | 861        | 716           | 145           | 582                      |                      | 224        | 1816       | 527        |
| 1980                                                                            | 532 600              | 536 700   | 99.2           | 798        | 644           | 154           | 667                      |                      | 237        | 1610       | 527        |
| 1990                                                                            | 554 000              | 575 000   | 96.3           | 642        | 501           | 141           | 862                      | 3                    | 226        | 1330       | 526        |
| 1995                                                                            | 550 000              | 581 000   | 94.7           | 539        | 408           | 131           | 1020                     | 6                    | 211        | 1153       | 523        |
| 2000                                                                            | 550 000              | 581 000   | 94.7           | 533        | 402           | 131           | 1031                     | 6                    | 211        | 1153       | 523        |
| 2001                                                                            | 550 000              | 581 000   | 94.7           | 533        | 402           | 131           | 1031                     | 6                    | 211        | 1153       | 523        |
| 2002                                                                            | 550 000              | 620 763   | 88.6           | 499        | 371           | 128           | 1102                     | 6                    | 189        | 835        | 89         |
| 2003                                                                            | 550 000              | 620 763   | 88.6           | 466        | 336           | 130           | 1180                     | 5                    | 197        | 812        | 69         |
| 2004                                                                            | 550 000              | 620 763   | 88.6           | 471        | 331           | 140           | 1167                     | 5                    | 198        | 793        | 69         |
| 2006                                                                            | 505 000              | 606 000   | 83.3           | 488        | 349           | 139           | 1034                     | 6                    | 200        | 756        | 69         |
| 2012                                                                            | 570 000              | 669 300   | 85.2           | 402        | 279           | 123           | 1417                     | 8                    | 163        | 471        | 69         |
| 2015                                                                            | 576 000              | 676 608   | 85.1           | 417        | 298           | 119           | 1381                     | 10                   | 144        | 404        | 69         |
| 2018                                                                            | 572 200              | 667 249   | 85.8           | 344        | 244           | 100           | 1663                     | 10                   | 126        | 449        | 70         |
| 2020                                                                            | 582 500              | 679 354   | 85.7           | 312        | 224           | 88            | 1866                     | 11                   | 127        | 407        | 70         |
| 2022                                                                            | 597 000              | 697 000   | 85.7           | 297        | 221           | 76            | 2010                     | 10                   | 89         | 358        | 70         |
| Fuente: Catholic-Hierarchy, que a su vez toma los datos del Anuario Pontificio. |                      |           |                |            |               |               |                          |                      |            |            |            |

## Episcopologio
- San León † (889-circa 890 falleció)
- Episcopi Vasconiensis :
  - Gombaldo † (mencionado en 977)
  - Arsio Raca † (mencionado en 982)
  - Raymond I le Vieux[nota 5] † (antes de 1033-1058 depuesto)
- Raymond II le Jeune † (1059-después de 1063)
- Guillaume I? † (mencionado en 1065 circa)[nota 6]
- Bernard d'Astarac (o de Sainte-Christie), O.S.B. † (circa 1080-circa 1118 nombrado arzobispo de Auch)
- Garcias I † (mencionado en 1119)[nota 7]
- Raymond de Martres, O.S.B. † (circa 1121-22 de abril de 1125 falleció)
- Arnaud Loup de Benabat † (1125-después de 1141)
- Arnaud Formatel † (mencionado en 1149)
- Fortaner † (circa 1150-circa 1170 renunció)
- Pierre Bertrand d'Espelette † (mencionado en 1170)
- Adhémar † (antes de 1179-después de 1181)
- Bernard de Lacarre † (circa 1185-circa 1206 falleció)
- Arsivus de Navailles † (mencionado en 1207)
- Raymond de Luc † (antes de 1213-después de 1224)
- Raymond Guillaume de Donzac † (antes de 1228-después de 1256)
- Sanz de Uaïtze † (circa 1259-después de 1275)
- Dominique de Manx † (antes de 1279-1302)
- Arnaud Raymond de Mont † (1303-circa 1309 falleció)
- P. de Mont † (mencionado en 1308)[nota 8]
- Pierre de Marenne † (1309-1314 falleció)
- Bernard de Brèle † (29 de marzo de 1314-después del 13 de octubre de 1316 falleció)
- Pierre de Maslac, O.F.M. † (20 de diciembre de 1316-1318 falleció)
- Pierre de Saint-Jean, O.P. † (27 de junio de 1319-1357 falleció)
- Guillaume du Pin † (8 de febrero de 1357-dopo de julio de 1359 falleció)
- Guillaume de Saint-Jean † (antes de 1367-después de 1368)
- Pierre d'Oriach, O.F.M. † (20 de junio de 1371-después de 1377)
- Obediencia aviñonesa:
  - Pierre de Sumelaga, O.F.M. † (22 de abril de 1383-? falleció)
  - Garcia Henguy (Eugí, Euguí, Enguí, Huguí), O.E.S.A. † (12 de febrero de 1384-1409 renunció)[nota 9]
  - Guillaume-Arnaud de la Borde, O.F.M. † (3 de julio de 1409-9 de diciembre de 1444 nombrado obispo de Dax)[nota 10]
- Obediencia romana:
  - Barthélémy de La Rivière (o d'Arribeire), O.P. † (antes de 1383-1392 falleció)
  - Garsias Menéndez, O.F.M. † (11 de febrero de 1393-1405 falleció)
  - Pierre du Bernet † (20 de enero de 1406-1415)
  - Pierre de Mauloc † (1416-1417 falleció)
- Garsie-Arnaud de la Sègue † (9 de diciembre de 1444-1454 falleció)
- Jean de Mareuil † (1 de julio de 1454-28 de septiembre de 1463 nombrado obispo de Uzès)
- Jean de Laur † (28 de septiembre de 1463-5 de mayo de 1484 renunció)
  - Sede vacante (1484-1495)
  - Pierre de Foix † (5 de mayo de 1484-10 de agosto de 1490 falleció) (administrador apostólico)
- Jean de La Barrière † (3 de julio de 1495-1504 falleció)
- Bertrand de Lahet † (8 de julio de 1504-5 de agosto de 1519 falleció)
- Hector d'Ailly de Rochefort † (23 de diciembre de 1519-12 de febrero de 1524 nombrado obispo de Toul)
- Jean du Bellay † (12 de febrero de 1524-16 de septiembre de 1532 nombrado obispo de París)
- Étienne Poncher † (25 de septiembre de 1532-6 de abril de 1551 nombrado arzobispo de Tours)
- Jean Dufresne de Moustiers † (6 de abril de 1551-1566 renunció)
- Jean de Sossiondo † (13 de marzo de 1566-23 de noviembre de 1578 falleció)
- Jacques Maury † (4 de noviembre de 1579-15 de enero de 1593 falleció)
  - Sede vacante (1593-1599)
- Bertrand d'Echaux † (17 de marzo de 1599-26 de junio de 1617 nombrado arzobispo de Tours)
  - Sede vacante (1617-1621)
- Claude Des Marets de Rueil † (15 de noviembre de 1621-20 de marzo de 1628 nombrado obispo de Angers)
  - Henri de Béthune † (ottobre de 1626-19 de noviembre de 1629 nombrado obispo de Maillezais) (obispo electo)
- Raymond de Montaigne † (4 de marzo de 1630-marzo de 1637 falleció)
- François Fouquet † (28 de febrero de 1639-31 de agosto de 1643 renunció)
- Jean d'Olce † (31 de agosto de 1643-8 de febrero de 1681 falleció)
- Gaspard de Priêle † (22 de septiembre de 1681-19 de junio de 1688 falleció)
  - Sede vacante (1688-1692)
- Léon de la Lane † (10 de marzo de 1692-6 de agosto de 1700 falleció)
- René-François de Beauvau du Rivau † (18 de abril de 1701-antes del 7 de noviembre de 1707 renunció)
- André de Drulliet † (7 de noviembre de 1707-19 de noviembre de 1727 falleció)
- Pierre-Guillaume de La Vieuxville † (14 de junio de 1728-30 de junio de 1734 falleció)
- Jacques Bonne-Gigault de Bellefonds † (27 de febrero de 1736-25 de noviembre de 1741 renunció)
- Christophe de Beaumont du Repaire † (27 de noviembre de 1741-8 de julio de 1745 renunció)
- Guillaume d'Arches † (19 de julio de 1745-13 de octubre de 1774 falleció)
- Jules Ferron de La Ferronays † (13 de marzo de 1775-13 de diciembre de 1783 renunció)
- Etienne-Joseph de Pavée de La Villevieille † (15 de diciembre de 1783-marzo de 1793 falleció)
  - Sede vacante (1793-1802)
- Joseph-Jacques Loison † (11 de noviembre de 1802-17 de febrero de 1820 falleció)
- Paul-Thérèse-David d'Astros † (29 de mayo de 1820-5 de julio de 1830 nombrado arzobispo de Toulouse)
- Etienne-Bruno-Marie d'Arbou † (5 de julio de 1830-23 de enero de 1837 renunció)
- François Lacroix † (12 de febrero de 1838-6 de julio de 1878 retirado)
- Arthur-Xavier Ducellier † (15 de julio de 1878-26 de mayo de 1887 nombrado arzobispo de Besanzón)
- Alfred-François Fleury-Hottot † (26 de mayo de 1887-10 de agosto de 1889 falleció)
- François-Antoine Jauffret † (30 de diciembre de 1889-16 de junio de 1902 falleció)
  - Sede vacante (1902-1906)
- François-Xavier-Marie-Jules Gieure † (21 de febrero de 1906-31 de enero de 1934 retirado)[nota 11]
- Henri-Jean Houbaut † (24 de diciembre de 1934-17 de julio de 1939 falleció)
- Edmund Vansteenberghe † (6 de octubre de 1939-10 de diciembre de 1943 falleció)
- Léon-Albert Terrier † (24 de julio de 1944-12 de mayo de 1957 falleció)
- Paul Joseph Marie Gouyon † (6 de agosto de 1957-6 de septiembre de 1963 nombrado arzobispo coadjutor de Rennes)
- Jean-Paul-Marie Vincent † (18 de diciembre de 1963-13 de junio de 1986 retirado)
- Pierre Jean Marie Marcel Molères (13 de junio de 1986 por sucesión-15 de octubre de 2008 retirado)
- Marc Marie Max Aillet, desde el 15 de octubre de 2008